# بمبديوناوية
البمبديوناوية (الاسم العلمي: Bembidiini) هي قبيلة من الحشرات تتبع فصيلة الخنافس الأرضية من رتبة غمديات الأجنحة.

## أجناس البمبديوناوية
- البمبديون